# Ectopioglossa
Ectopioglossa (лат.) — род одиночных ос из семейства Vespidae. Известно около 20 видов.

## Распространение
Африка и Юго-Восточная Азия. 1 вид в Австралии.

## Описание
Чёрные осы с жёлтыми отметинами и с тонким длинным стебельком брюшка (петиоль). Длина около 1 см. Отличается следующим сочетанием признаков: эпикнемиальный киль присутствует, аксиллярная ямка овальная, но длиннее ширины, проподеум дорсально с удлиненной ямкой, от которой идет киль, проподеальная вальвула короткая и слита с субмаргинальным килем, T1 с пластинчатым поперечным килем в базальной части, S1 обычно редуцирован до заднего треугольного склерита (у некоторых африканских видов развит нормально), вторая субмаргинальная ячейка крыла острая в базальной части, самка с цефалическими ямками. Средние голени с одной апикальной шпорой.

## Классификация
Известно около 20 видов. Род был впервые описан в 1912 году как монотипический для вида обозначенного как Ectopioglossa australensis Perkins, 1912 (=Eumenes australensis Meade-Waldo, 1910). Принадлежит к трибе Odynerini с петиолевидной метасомой из подсемейства Eumeninae
.
- Ectopioglossa advocata (Giordani Soika, 1944)[5]
- Ectopioglossa australensis Perkins, 1912
- Ectopioglossa borsatoi Giordani Soika, 1996[6]
- Ectopioglossa convexa Wang et al., 2020[2]
- Ectopioglossa henseni Gusenleitner, 1990[7]
- Ectopioglossa keiseri Vecht, 1963[8]
- Ectopioglossa laminata Vecht, 1963[8]
- Ectopioglossa lucida Vecht, 1963[8]
- Ectopioglossa luzonica Selis, 2018[9]
- Ectopioglossa mutata Gusenleitner, 1991[10]
- Ectopioglossa nigerrima Giordani Soika, 1990[11]
- Ectopioglossa ovalis Giordani Soika, 1993[12]
- Ectopioglossa palustris Vecht, 1963[8]
- Ectopioglossa polita (Smith, 1861)[13]
- Ectopioglossa samriensis (Giordani Soika, 1941)[14]
- Ectopioglossa sublaevis (Smith, 1857)
  - = Eumenes sublaevis Smith, 1857[15]
  - = Ectopioglossa sublaevis Vecht, 1963[8]
- Ectopioglossa sudanensis Selis, 2023[1]
- Ectopioglossa sumbana Vecht, 1963[8]
- Ectopioglossa taiwana (Sonan, 1938)
  - =Pareumenes taiwanus Sonan, 1938[16]
- Ectopioglossa trimacula Wang et al., 2020[2]